# 巴贝奇环形山
巴贝奇环形山（Babbage）是月球正面位于风暴洋西侧边缘附近一座古老的撞击坑残迹，约形成于45.5-39.2亿年前的前酒海纪，其名称取自英国数学家、首台差分机发明人查尔斯·巴贝奇（1792年-1871年），1935年被国际天文学联合会正式批准接受。

## 描述

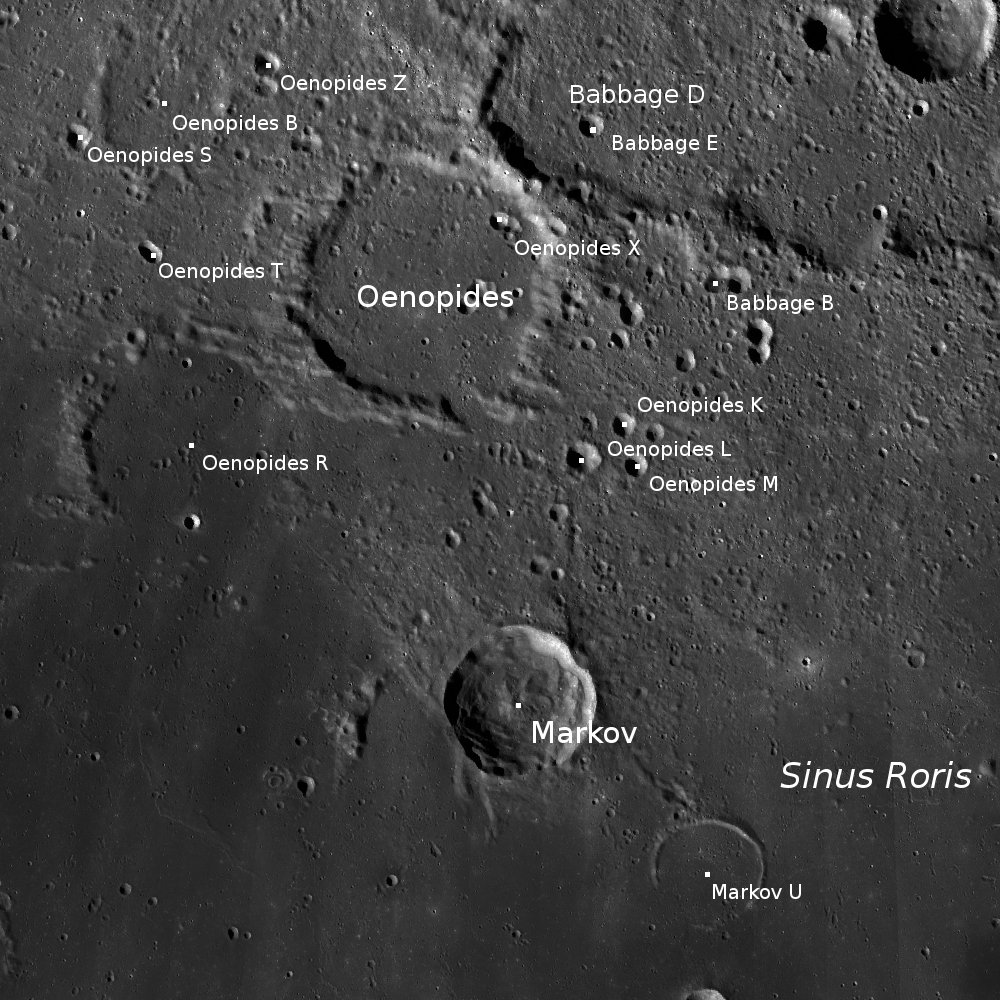
巴贝奇环形山周边，月球勘测轨道飞行器拍摄。

该陨坑西北重叠着突出的毕达哥拉斯环形山，西南邻接恩诺皮德斯环形山，而它的东南侧则覆盖了废墟坑-索思环形山。
该陨坑中心月面坐标为59°34′N 57°23′W / 59.56°N 57.38°W，直径146.56公里，深度约2.97公里。

巴贝奇环形山外观轮廓呈不规则多边形状，坑壁已被大量后续的撞击坑侵蚀和重塑，现已变成一圈环坑底的圆形丘陵。它的西南部覆盖了东北壁已消失的卫星坑巴贝奇 D—形似连接在西南侧一处外鼓的月湾，而巴贝奇环形山的北侧壁则已完全损毁。残存的坑壁最大高出周边地形1730米，内部容积约23992立方千米。坑内西北横亘着毕达哥拉斯环形山的外侧壁，使得该侧坑底崎岖凹凸，其余部分地区则相对平坦，表面散布有众多细小的坑穴。坑内最醒目的特征是坐落在东北部的卫星坑巴贝奇 A，一座未见明显磨损，较其它陨坑更年轻的撞击坑，它的西侧紧挨了一座更小的碗状坑—巴贝奇 C。

## 卫星陨石坑
按惯例，最靠近巴贝奇环形山的卫星坑将在月图上以字母标注在它的中心点旁边.

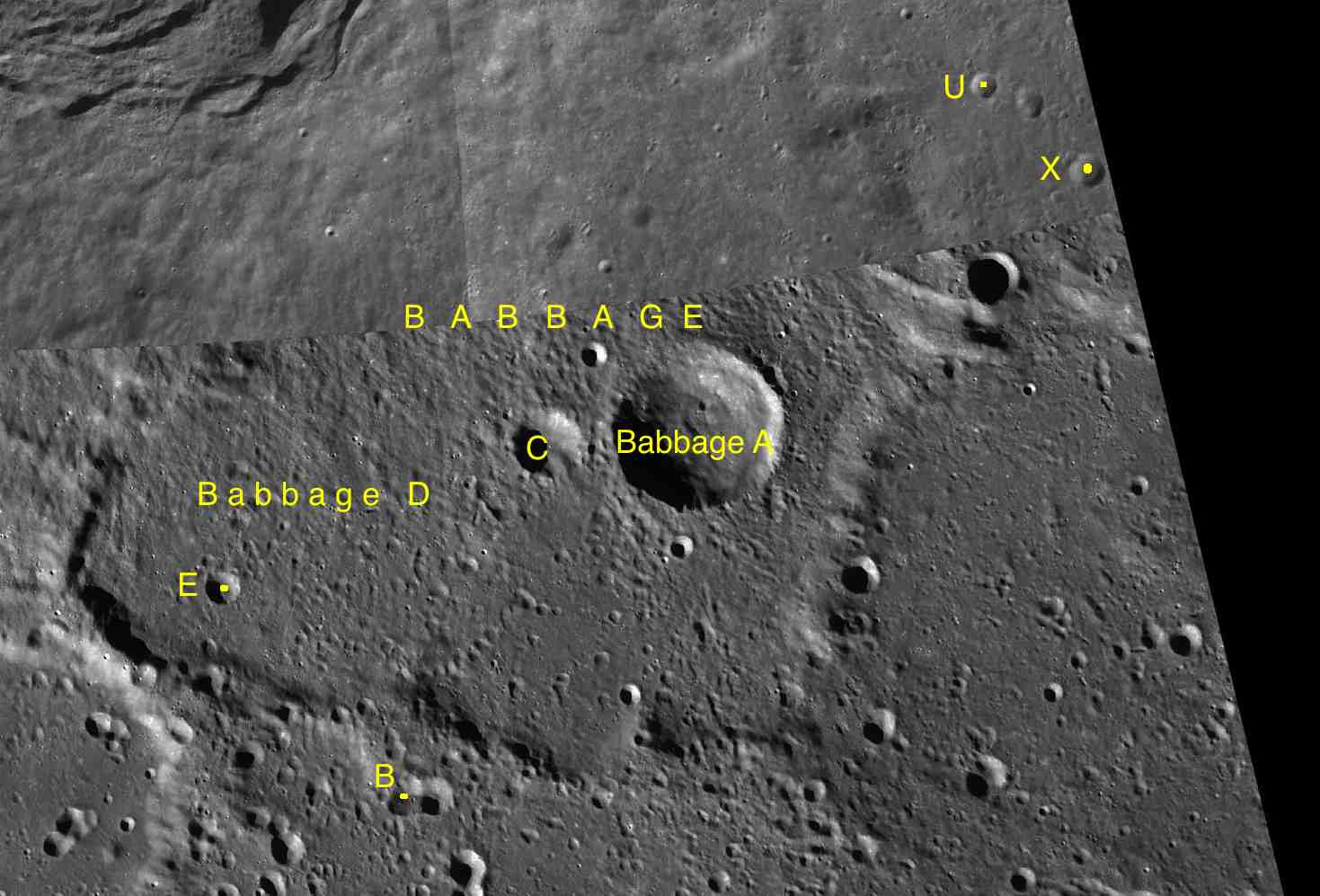
LAC-10 区域图

| 巴贝奇 | 纬度    | 经度    | 直径    |
| ------ | ------- | ------- | ------- |
| A      | 59.0° N | 55.1° W | 32 公里 |
| B      | 57.1° N | 59.7° W | 7 公里  |
| C      | 59.1° N | 57.3° W | 14 公里 |
| D      | 58.6° N | 61.0° W | 68 公里 |
| E      | 58.5° N | 61.4° W | 7 公里  |
| U      | 60.9° N | 51.3° W | 5 公里  |
| X      | 60.2° N | 49.9° W | 5 公里  |

- 卫星坑“巴贝奇 A”约形成于晚雨海世[1]；
- 卫星坑“巴贝奇 D”约形成于前酒海纪[1]。

## 延伸阅读
- Andersson, L. E.; Whitaker, E. A. . NASA RP-1097. 1982.
- Blue, Jennifer. . USGS. July 25, 2007  [2007-08-05].
- Bussey, B.; Spudis, P. . New York: Cambridge University Press. 2004. ISBN 0-521-81528-2.
- Cocks, Elijah E.; Cocks, Josiah C. . Tudor Publishers. 1995. ISBN 0-936389-27-3.
- McDowell, Jonathan. . Jonathan's Space Report. July 15, 2007  [2007-10-24].
- Menzel, D. H.; Minnaert, M.; Levin, B.; Dollfus, A.; Bell, B. . Space Science Reviews. 1971-06, 12 (2). Bibcode:1971SSRv...12..136M. ISSN 0038-6308. doi:10.1007/BF00171763 （英语）.
- Moore, Patrick. . Sterling Publishing Co. 2001. ISBN 0-304-35469-4.
- Price, Fred W. . Cambridge University Press. 1988. ISBN 0521335000.
- Rükl, Antonín. . Kalmbach Books. 1990. ISBN 0-913135-17-8.
- Webb, Rev. T. W.  6th revision. Dover. 1962. ISBN 0-486-20917-2.
- Whitaker, Ewen A. . Cambridge University Press. 1999. ISBN 0-521-62248-4.
- Wlasuk, Peter T. . Springer. 2000. ISBN 1852331933.